# Вихари (округ)
Вихари (урду ضلع وہاڑی‎, англ. Vehari District) — один из 36 округов пакистанской провинции Пенджаб. Административный центр — город Вихари.

## География
Площадь округа — 4 364 км². На севере граничит с округами Ханевал и Сахивал, на юго-западе — с округом Лодхран, на юге — с округом Бахавалпур, на юго-востоке — с округом Бахавалнагар, на востоке — с округом Пакпаттан.

## Административно-территориальное деление
Округ делится на три техсила:
- Буревала
- Маилси
- Вихари

и 89 союзных территорий.

## Население
По данным переписи 1998 года, население округа составляло 2 090 416 человек, из которых мужчины составляли 51,85 %, женщины — соответственно 48,15 %. Уровень грамотности населения (от 10 лет и старше) составлял 36,8 %. Уровень урбанизации — 16,05 %. Средняя плотность населения — 479,01 чел./км².